# Archives départementales de l'Aude
Les archives départementales de l'Aude sont un service du conseil départemental de l'Aude, chargé de collecter les archives, de les classer, les conserver et les mettre à la disposition du public.

## Bâtiments
Un bâtiment est construit pour les archives en 1937 à la rue Jean Bringer. Pour faire face au manque de place, un bâtiment annexe de type industriel est construit en 1980 dans la ZI La Bouriette.
Ces deux bâtiments sont occupés jusqu'en 2003, date à laquelle est inauguré un nouveau siège, situé à proximité de celui du Conseil départemental, près de Grazailles. Elles porte le nom de l'ancien président du Conseil général, Marcel Rainaud, depuis 2020. 
Le bâtiment, ainsi que le mobilier de la salle de lecture, ont été réalisés par l'architecte audois Pierre Courtade (mandataire) avec ses confrères architectes, Philippe Vigneu et l'Atelier des Mathurins.

## Directeurs
- 1792- : François Blatgier, archiviste[2]
- sans date : Guillard, feudiste[2]

La loi du 10 mai 1838 rend obligatoire pour les départements les frais de conservation des archives. Les services d'archives sont dès lors constitués et des archivistes nommés pour consacrer leur temps au classement et à la conservation des archives.
- 1838-1853 : Justin Fourié
- 1853-1879 : Germain Mouynès
- 1880-1882 : Victor Mortet
- 1882-1883 : Paul Alaus
- 1884-1887 : Paul Laurent
- 1887-1891 : Alfred Dupond
- 1891-1896 : Camille Bloch
- 1896-1902 : Jules Doinel
- 1902-1937 : Joseph Poux
- 1937-1953 : Henri Blaquière
- 1953-1958 : Vital Chomel
- 1959-1963 : Jacques Riche
- 1963-1976 : Robert Debant
- 1976-1983 : Danièle Neirinck[3],[4].
- 1984-1991 : Philippe-Georges Richard
- 1991-2018 : Sylvie Caucanas[5],[6].
- 2018-2022 : Christine Martinez[7].
- Depuis 2022 : Carole Renard[8].

## Archivistes renommés
- Claude-Marie Robion, président de la Société d'études scientifiques de l'Aude (1993-1996)[9],[10].
- Jean Blanc, président de l'Académie des arts et des sciences de Carcassonne (1987-1989)[11],[12].

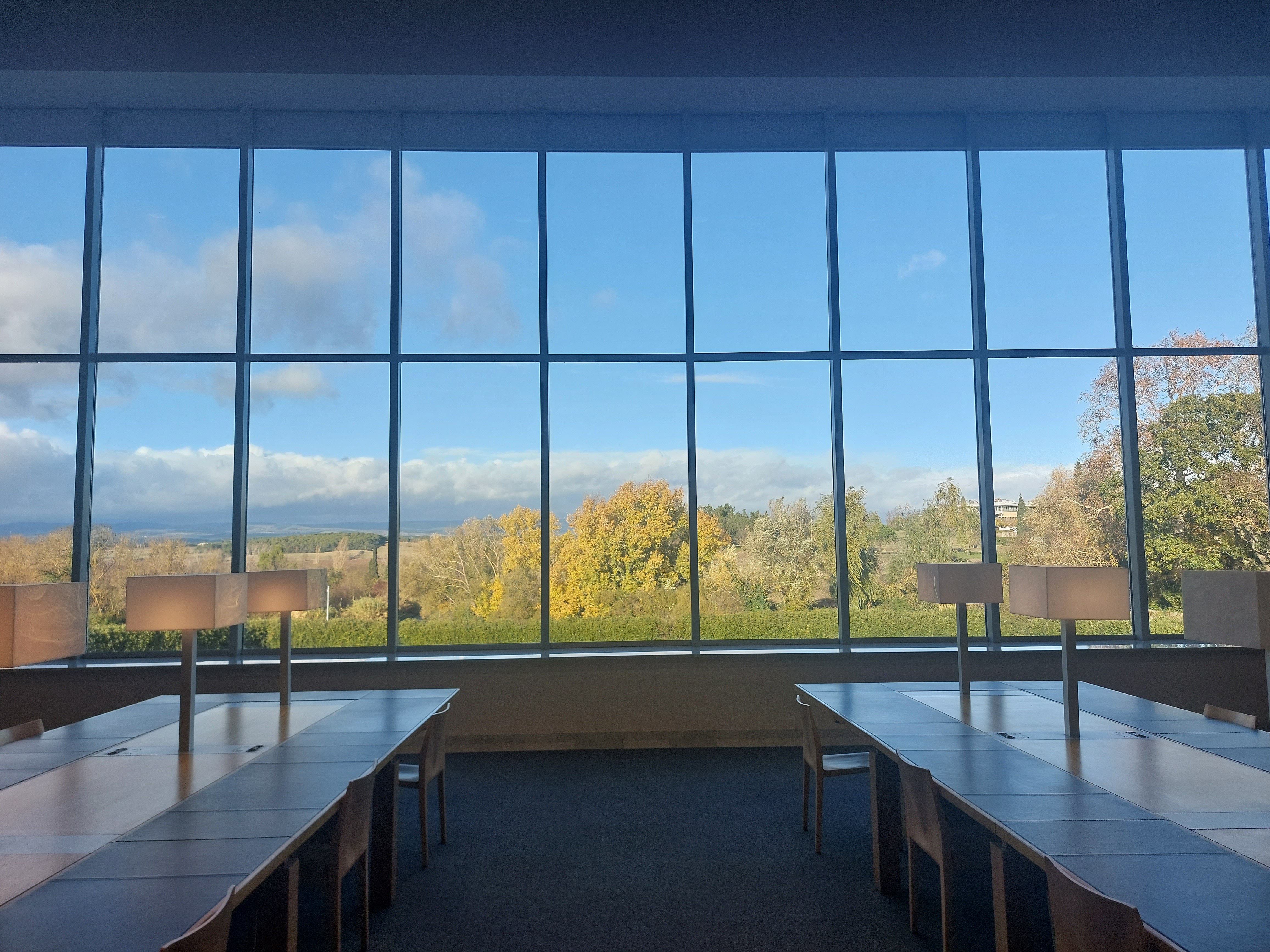
Vue sur la Montagne noire depuis la salle de consultation.
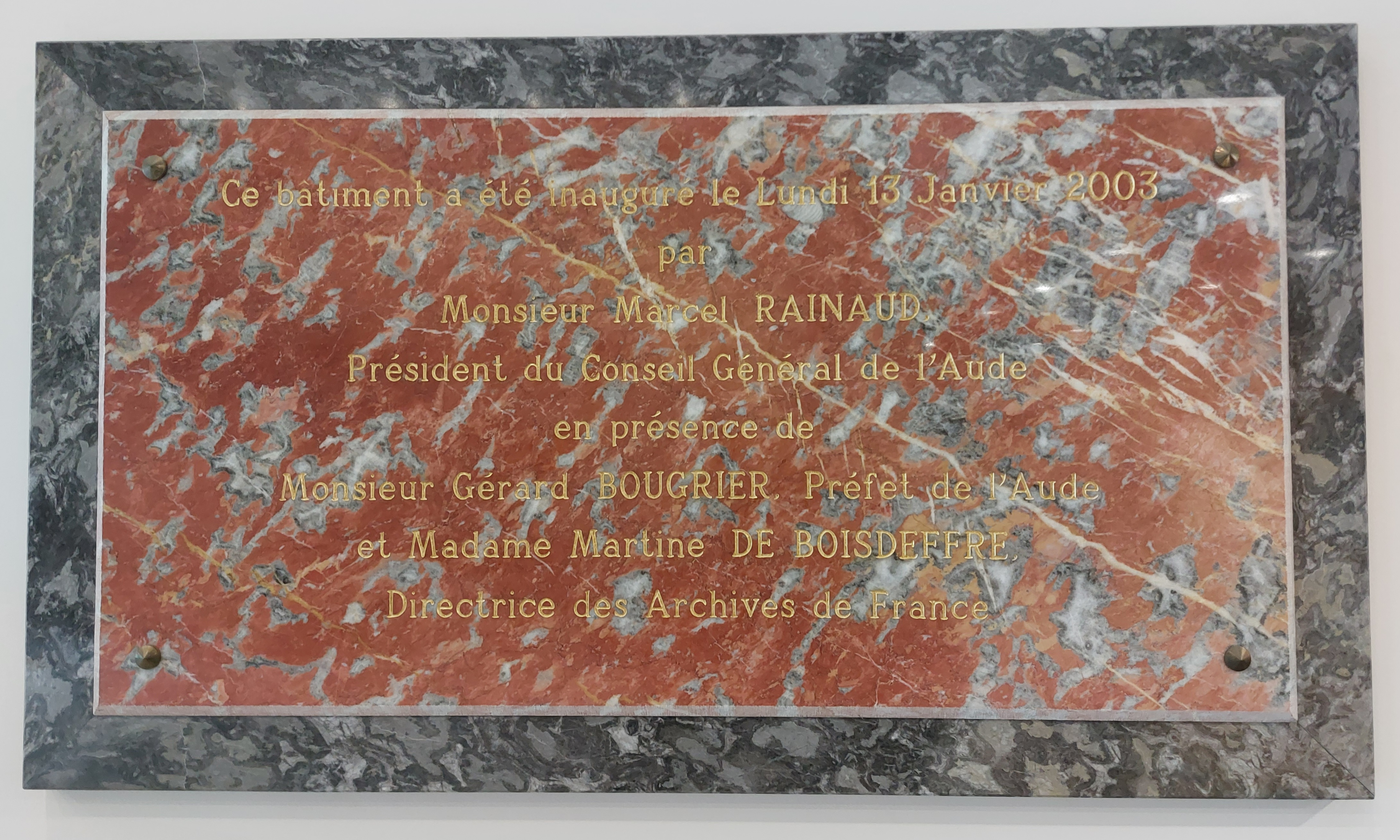
Plaque apposée lors de l'inauguration du nouveau bâtiment.
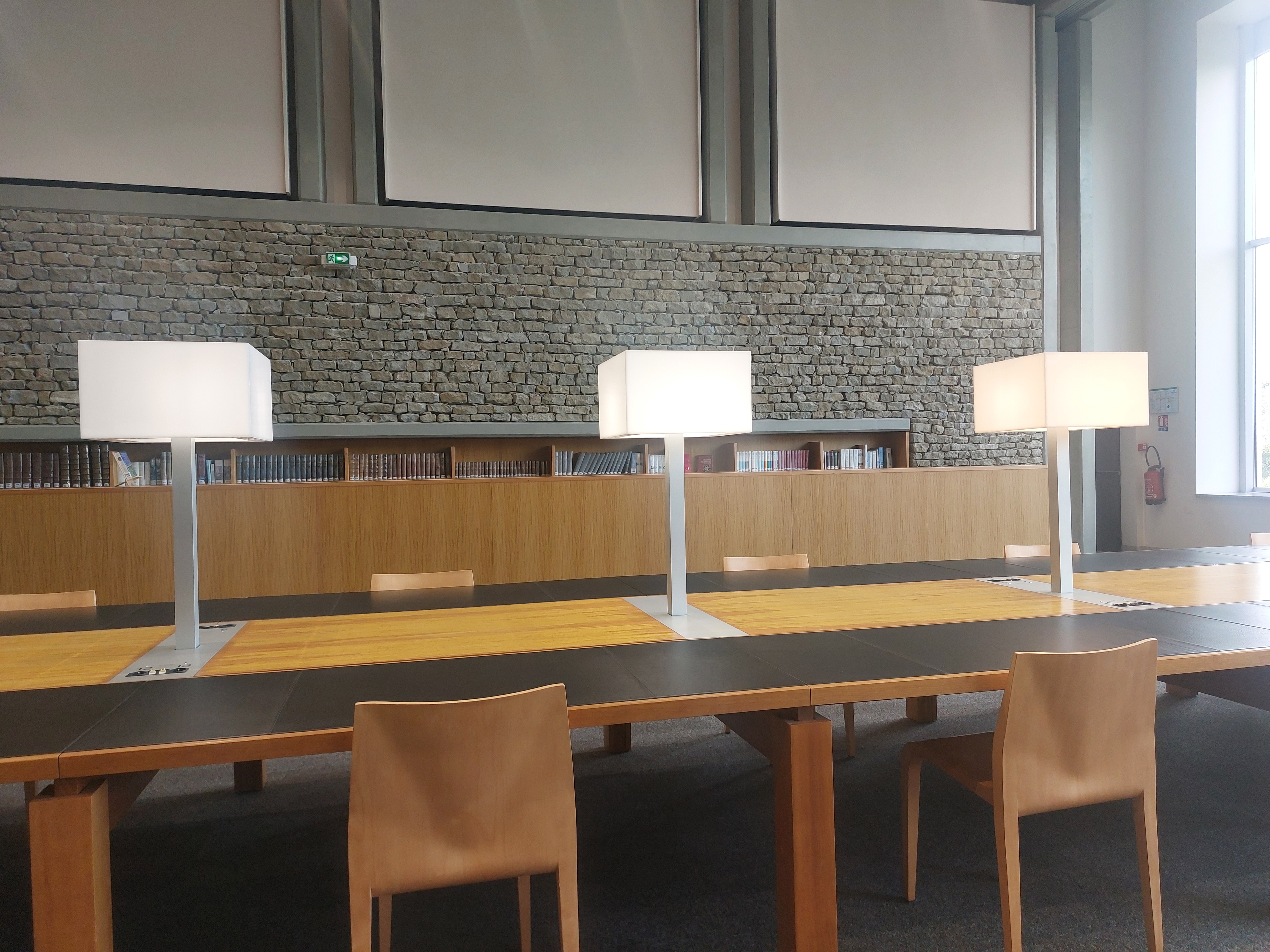
Vue partielle de la salle de consultation.
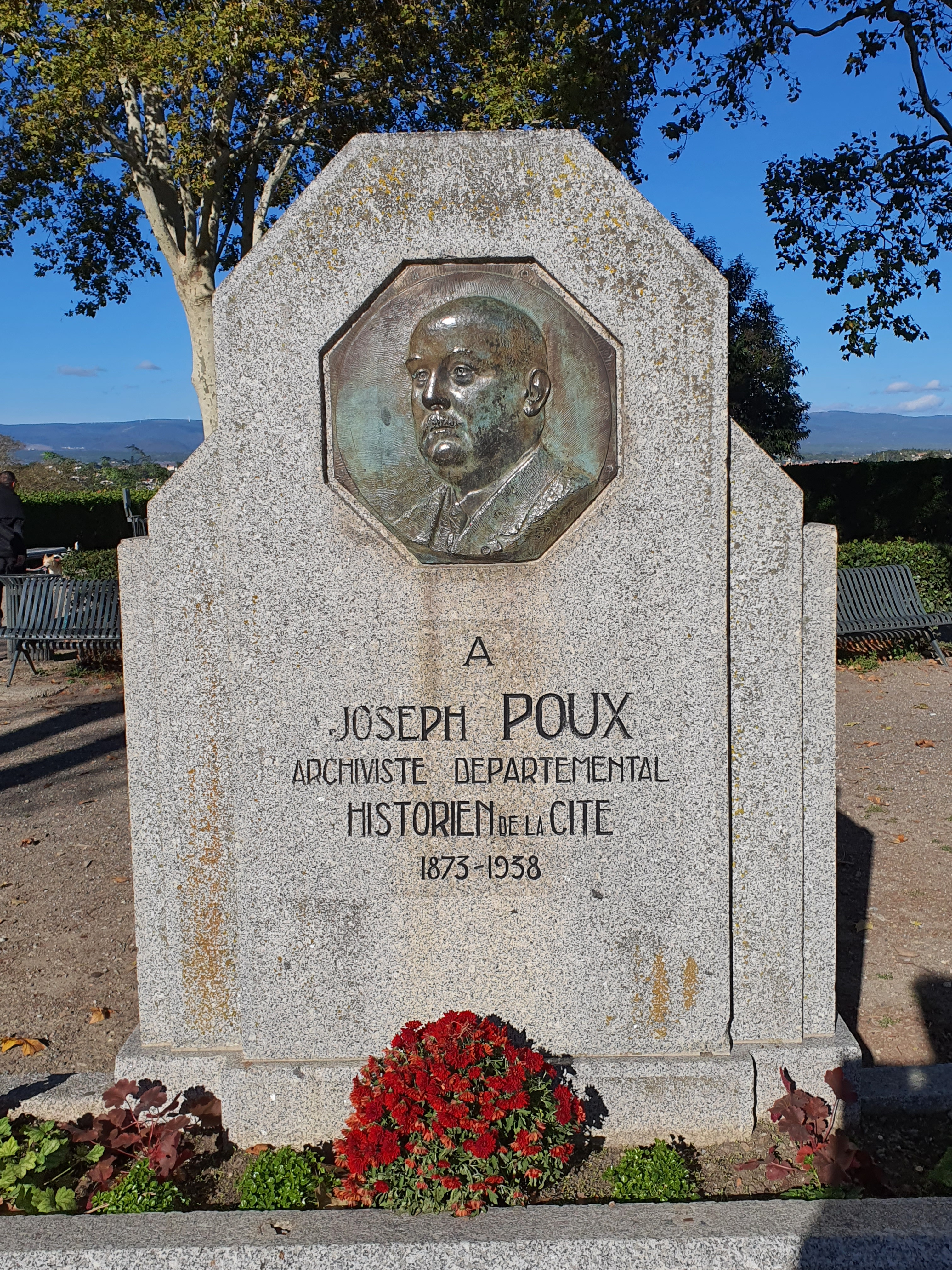
Monument à la mémoire de Joseph Poux, situé place du Prado, devant la Cité de Carcassonne.
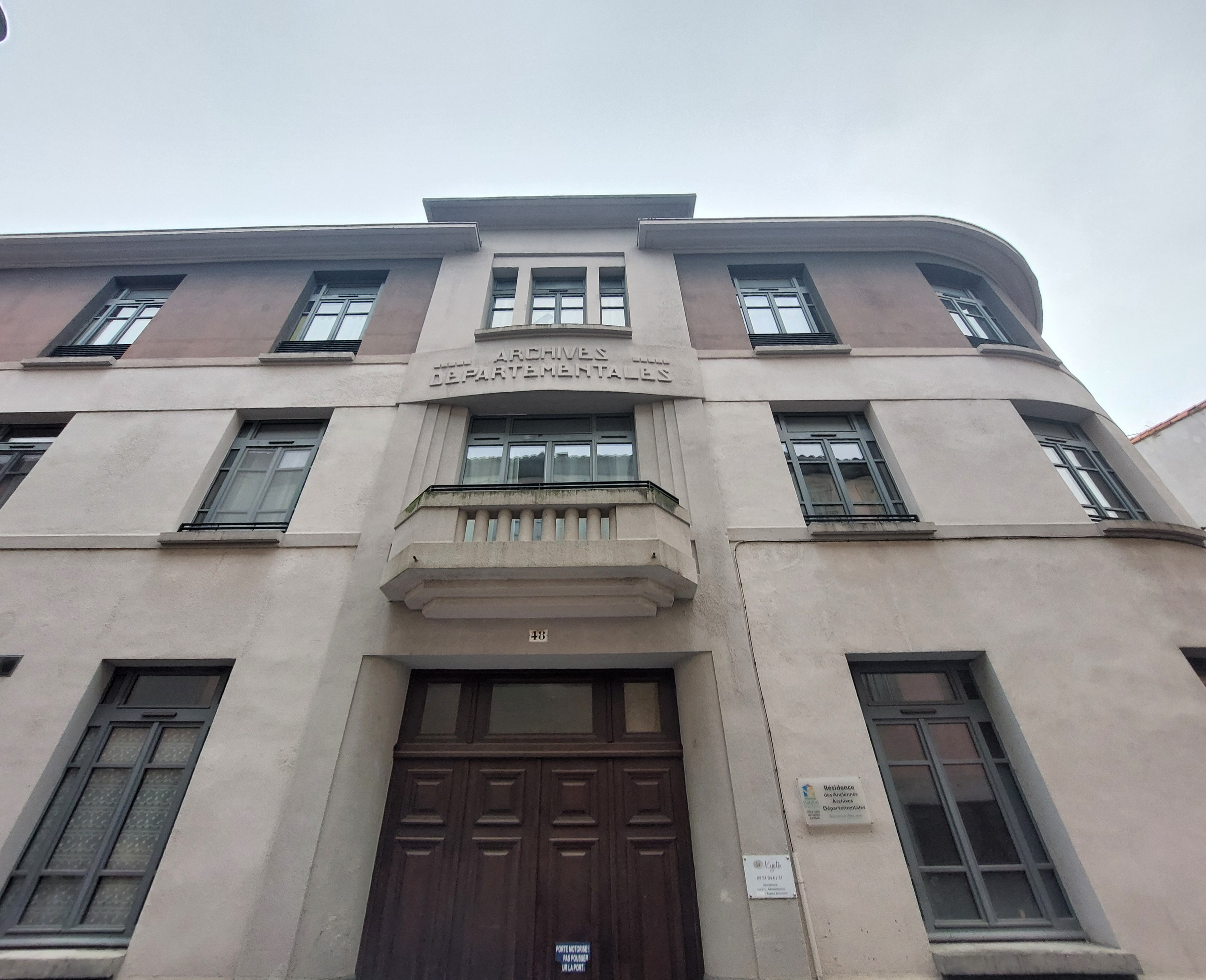
Entrée du bâtiment des anciennes archives départementales de l'Aude à Carcassonne.

## Pour approfondir